# فوهة سلوقس

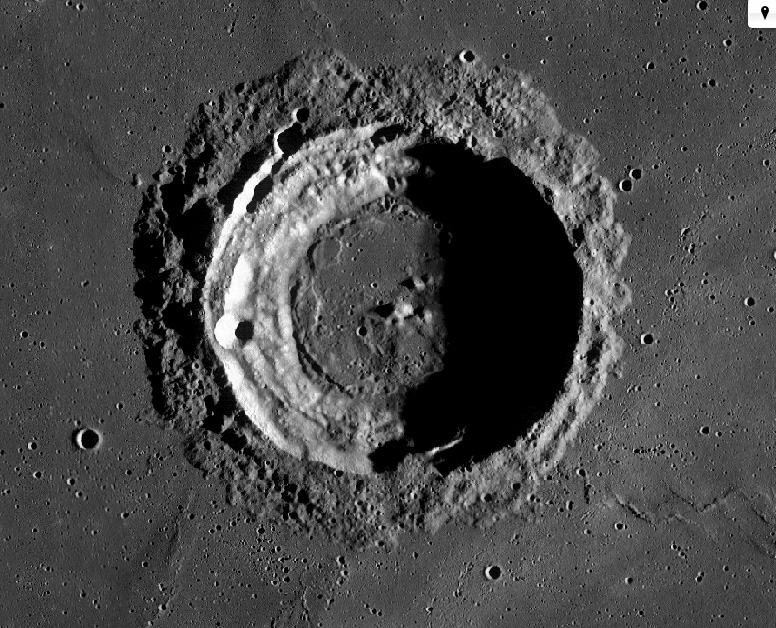
فوهة سلوقس

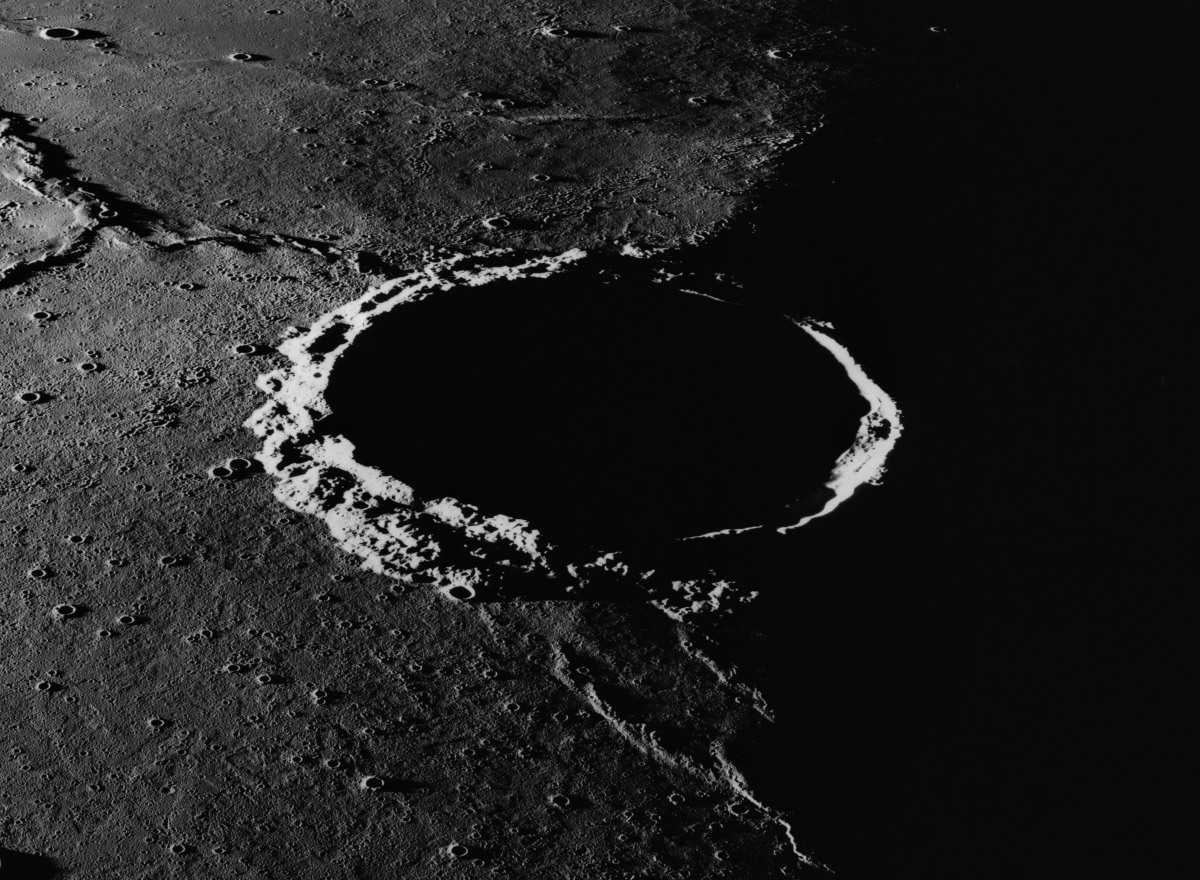
صورة لفوهة سلوقس من بعثة أبولو 15، موضحا خط الغلس

فوهة سلوقس (21.0°N 66.6°W) هي فوهة صدمية قمرية تقع في الجزء الغربي من محيط العواصف. تحدها من الغرب بقايا الحمم البركانية من سهل إدينغتون المسور. تحد الفوهة من الجنوب الغربي فوهة كرافت ومن الشمال الغربي فوهة بريغز.

## الوصف
بقيت فوهة سلوقس محافظة على شكلها فلم تتأثر كثيرا بالعوامل البيئة المحيطة. تتميز حوافها الداخلية بأنها على شكل مدرجات وسور خفيف. كما يتميز سطحها الداخلي بأنه مستو بنسبة كبيرة، مع ذروة مركزية صغيرة. على بعد حوالي 500 كم في إتجاه الجنوب الغربي توجد فوهة غلوشكو.
تم الإستشهاد بضيق الحواف والإتصال المفاجئ بينها وبين فوهة باري على أن فيضانات الحمم الأخيره لفوهة ماري وقعت بعد تكوين الفوهة، ولذلك فإن الفوهة أقدم من من أصغر بازلت لماري في المنطقة المجاورة.
هبطت المركبة الفضائية السوفيتييه لونا 13 على بعد 50 كيلومتر جنوب شرق الفوهة. يبلغ طول قطر الفوهة 61 كيلومتر تقريبا بينما يبلغ عمقها حوالي 3 كيلومتر، وعلى زاوية 67° من شروق الشمس. سميت الفوهة على اسم الفلكي والفيلسوف سلوقس السلوقي تكريما له على مجمل أعماله وتخليدا لذكراه.

## فوهات القمر الصناعي
لرسم خريطة مماثلة لفوهات القمر يتم وضح حروف على كل جانب من جوانب الفوهة ومركزها لكل حرف منهم دلاله معينة.
| سلوقس | خط طول  | خط عرض  | القطر |
| ----- | ------- | ------- | ----- |
| A     | 22.0° N | 60.5° W | 6 كم  |
| E     | 22.4° N | 63.9° W | 4 كم  |

## وصلات خارجية
- هبوط بعثة أبولو 15 بالقرب من فوهة سلوقس.
- فوهات القمر
- جوله حول فوهات القمر -ناسا.